# گارگانلی
گارگانلی نوعی پاستای تخم‌مرغی از منطقه امیلیا-رومانا در ایتالیا است. این پاستا با رول کردن یک نودل مربع و صاف به شکل استوانه‌ای بر روی یک تخته چوبی دندانه‌دار تشکیل می‌شود که به آن خطوطی می‌دهد. گارگانلی شبیه به قلم‌های دندانه‌دار است که در هر دو انتها نوک تیز دارند.